# Kanton Castelsarrasin-1
Kanton Castelsarrasin-1 is een voormalig kanton van het Franse departement Tarn-et-Garonne. Kanton Castelsarrasin-1 maakte deel uit van het arrondissement Castelsarrasin. Het werd opgeheven bij decreet van 27 februari 2014 met uitwerking op 22 maart 2015.

## Gemeenten
Het kanton Castelsarrasin-1 omvatte enkel een deel van de  gemeente Castelsarrasin.